# Squilla intermedia
Squilla intermedia är en kräftdjursart som beskrevs av Bigelow 1893. Squilla intermedia ingår i släktet Squilla och familjen Squillidae. Inga underarter finns listade i Catalogue of Life.